# Địa lý nhân khẩu

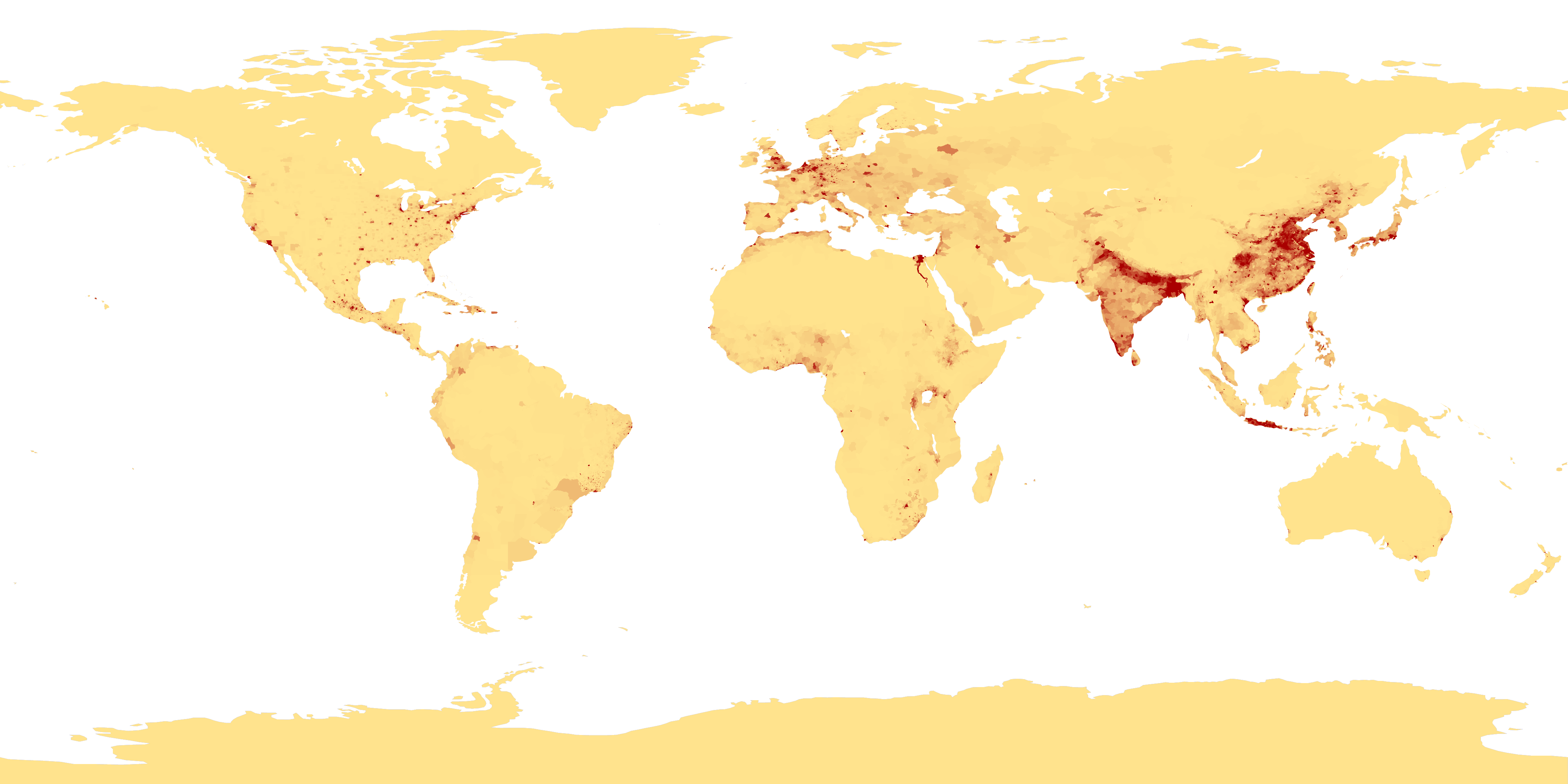
Bản đồ mật độ dân số thế giới năm 1994.

Địa lý nhân khẩu hay địa lý dân cư là một bộ phận của địa lý nhân văn, nghiên cứu về thành phần, phân bố, sự di cư và gia tăng của dân số trong tương quan với điều kiện tự nhiên. Địa lý nhân khẩu có liên quan đến nhân khẩu học ở góc độ địa lý. Nó tập trung vào các đặc điểm của sự thay đổi phân bố dân cư trong bối cảnh nhất định nên thường liên quan đến các yếu tố như: dân cư xuất hiện ở đâu, thành phần và số lượng được xác định ra sao trong các quá trình nhân khẩu học, khả năng sinh sản, tỷ lệ tử vong và di cư. Địa lý nhân khẩu sử dụng các công cụ liên ngành vì nhận thức luận "địa lý" có liên quan đến môi trường, vị trí địa lý và không gian trong những khoảng thời gian khác nhau. Một số ngành liên quan bao gồm nhân khẩu học, xã hội học và kinh tế.
Kể từ khi bắt đầu, địa lý nhân khẩu đã có ít nhất ba hình thức khác nhau (nhưng liên quan đến nhau). Hình thức gần nhất đã ngày càng gắn chặt với địa lý nhân văn nói chung. Hình thức đầu tiên và kéo dài nhất xuất hiện vào những năm 1950 như một phần của khoa học không gian, được tiên phong bởi Glenn Trewartha, Wilbur Zelinsky, William A. V. Clark và nhiều người khác tại Mỹ cũng như Jacqueline Beujeau-Ga và Pierre George tại Pháp. Họ tập trung vào nghiên cứu có hệ thống sự phân bố dân cư như một thể thống nhất và sự biến đổi các đặc điểm như khả năng sinh sản và tỷ lệ tử vong. Địa lý nhân khẩu tự xác định là những nghiên cứu có hệ thống về:
(1) mô tả đơn giản về vị trí, dân số, đặc điểm dân cư
(2) mô tả chi tiết về các điều trên
(3) phân tích địa lý hiện tượng dân số (quan hệ giữa những khác biệt về dân số với toàn bộ hoặc một số đặc điểm trong cùng khu vực nghiên cứu địa lý). Tức là, nó phân chia dân cư theo giới tính, tôn giáo, tuổi tác, khuyết tật, thế hệ, xu hướng tình dục, chủng tộc; các biến số đó vượt xa sự thống kê về sinh, tử và hôn nhân.
Dân số toàn cầu tăng nhanh cũng như sự bùng nổ dân số tại các quốc gia giàu có (như Mỹ) khiến các nhà địa lý phải nghiên cứu quan hệ giữa tăng trưởng nhân khẩu học, di cư và việc tiếp cận các nguồn lực ở quy mô quốc tế.
Các ví dụ có thể được thấy thông qua bản đồ mật độ dân số. Một vài loại bản đồ thể hiện về vị trí và số lượng dân cư có thể kể đến như bản đồ choropleth, bản đồ đường đồng mức và bản đồ điểm.